# ام‌اس ماسدم
ام‌اس ماسدم (به انگلیسی: MS Maasdam) یک کشتی است که طول آن ۲۲۰ متر (۷۲۱٫۷۸ فوت) و ارتفاع آن ۴۰ متر (۱۳۱٫۲۳ فوت) می‌باشد. این کشتی در سال ۱۹۹۳ ساخته شد.